# Дамаска челебитка
Дамаската челебитка (Nigella damascena) е едногодишно покритосеменно растение, което произхожда от Средиземноморския регион и Мала Азия. Височината му достига до 20 – 30 см. Цъфти в периода от май до август. В България се среща по Черноморското крайбрежие, в Стара планина, Пирин, Източните Родопи, Струмската долина, долината на река Места и Тракийската низина. Вирее на височина от 0 до 700 м над морското равнище.
Размножава се сравнително бързо, използва се за декоративни цели. Има лечебни свойства.

## Галерия
- Цвят
- Семенна шушулка
- Семена